# Ак-Муз (Ат-Башинский район)
Ак-Муз (кирг. Ак-Муз) — село в Ат-Башинском районе Нарынской области Киргизской республики. Административный центр Ак-Музского аильного аймака. Код СОАТЕ — 41704 220 807 01 0 .
Находится на расстоянии около 8 км от с. Ак-Моюн .

## Население
По данным переписи 2009 года, в селе проживало 2901 человек.

## История
Согласно народной легенде село Ак-Муз получило своё название после самой холодной зимы 1916 года, когда снег расстаял здесь только к середине лета.